# スマイルプリキュア! サウンドアルバム
『スマイルプリキュア! サウンドアルバム』は、東堂いづみ原作によるアニメシリーズ第9作『スマイルプリキュア!』のボーカルアルバム、オリジナル・サウンドトラックシリーズ。

## ボーカルアルバム

### ひろがれ!スマイルワールド!!
『スマイルプリキュア!』初のボーカルアルバムで、主題歌・新録曲やメインキャラクターのイメージソングを全11曲収録している。オープニングテーマ・エンディングテーマもフルサイズで収録。初回封入特典として、ジャケットイラストステッカーが同梱されている。ジャケットイラストには、プリキュアの5人とキャンディがプリントされている。
1. Let's go!スマイルプリキュア! [3:38]
歌：池田彩
作詞：六ツ見純代、作曲：高取ヒデアキ、編曲：籠島裕昌
2. ハッピー☆ソング [3:39]
歌：キュアハッピー／星空みゆき（CV：福圓美里）
作詞：実ノ里、作曲・編曲：斎藤悠弥
3. オンリーワンダフル! [4:12]
歌：キュアサニー／日野あかね（CV：田野アサミ）
作詞：磯谷佳江、作曲・編曲：藤澤健至
4. 100%ヒーロー [4:18]
歌：キュアピース／黄瀬やよい（CV：金元寿子）
作詞：実ノ里、作曲・編曲：橋本由香利
5. いつも笑顔で [4:31]
歌：キュアマーチ／緑川なお（CV：井上麻里奈）
作詞：瀬名恵、作曲：高木洋&スワベック・コバレフスキ、編曲：高木洋
プリキュアシリーズ関連楽曲で、日本国外の作曲家が楽曲を提供するのはこの曲が初。
6. あなたの鏡 [4:55]
歌：キュアビューティ／青木れいか（CV：西村ちなみ）
作詞：実ノ里、作曲・編曲：岡部啓一（MONACA）
7. 最高のスマイル [5:28]
歌：キュアハッピー&キュアサニー&キュアピース&キュアマーチ&キュアビューティ
作詞：Funta3、作曲・編曲：Funta7
8. キミが笑うだけで [4:37]
歌：池田彩
作詞：青木久美子、作曲・編曲：笹本安詞
9. スマイルカーニバル!! [3:50]
歌：吉田仁美
作詞：六ツ見純代、作曲：高取ヒデアキ、編曲：籠島裕昌
10. 明日のみんなへ [3:14]
歌：池田彩＆吉田仁美
作詞・作曲・編曲：塚本けむ
ABCラジオ『吉田仁美のプリキュアラジオ キュアキュア♡プリティ』2014年6月エンディングテーマ
11. イェイ!イェイ!イェイ! [3:49]
歌：吉田仁美
作詞：実ノ里、作曲：高取ヒデアキ、編曲：斎藤悠弥

### みんな笑顔になぁれ!
『スマイルプリキュア!』ボーカルアルバム第2弾。プリキュアたちが歌う新たなソロ曲はもちろん、バッドエンド王国三幹部が歌う楽曲や、プリキュアたちの中学生としての日常にスポットを当てた楽曲などを収録。ジャケットイラストには、プリキュア5人の変身前とキャンディがプリントされている。さらに、裏面にはアニメ本編の登場に先駆けてウルトラプリキュアがプリントされている。
1. 友だち☆ジェットコースター [3:49]
歌：星空みゆき（CV：福圓美里） & 日野あかね（CV：田野アサミ）
作詞：実ノ里、作曲・編曲：斎藤悠弥
2. 虹色エブリデイ [4:13]
歌：黄瀬やよい（CV：金元寿子） & 緑川なお（CV：井上麻里奈） & 青木れいか（CV：西村ちなみ）
作詞：実ノ里、作曲：Loop-K、編曲：菊谷知樹
3. BAD END〜未来を黒く塗れ〜 [4:33]
歌：バッドエンド王国三幹部[ウルフルン(CV：志村知幸) & アカオーニ(CV：岩崎ひろし) & マジョリーナ(CV：冨永みーな)]
作詞：六ツ見純代、作曲・編曲：藤澤健至
4. きらきら [3:46]
歌：キュアハッピー（CV：福圓美里）
作詞：実ノ里、作曲：小内喜文、編曲：大久保薫
5. One For All [3:41]
歌：キュアサニー（CV：田野アサミ）
作詞：青木久美子、作曲：山口朗彦、編曲：河合英嗣
6. ピースフルデイズ♪ [3:53]
歌：キュアピース（CV：金元寿子）
作詞・作曲・編曲：塚本けむ
7. SMILE FOREVER [3:43]
歌：キュアマーチ（CV：井上麻里奈）
作詞：青木久美子、作曲・編曲：山口朗彦
8. 明日へつづく道 [4:30]
歌：キュアビューティ（CV：西村ちなみ）
作詞：六ツ見純代、作曲・編曲：山口朗彦
9. 君がいるから [4:12]
歌：池田彩
作詞・作曲：山崎寛子、編曲：佐藤五魚
10. スマイル&スマイル [4:01]
歌：吉田仁美
作詞・作曲：山崎寛子、編曲：大久保薫
11. 満開＊スマイル！ [3:40]
歌：吉田仁美
作詞：六ツ見純代、作曲：高取ヒデアキ、編曲：籠島裕昌

### ボーカルベスト
『スマイルプリキュア!』ボーカルアルバム第1弾と第2弾から厳選したベスト・アルバム。プリキュアたちが歌うキャラクターソングを収録しており、キャンディが歌うソロ曲と主題歌も含めた。
ジャケットイラストには、プリンセスキャンドルを持つプリキュア5人のプリンセスフォームがプリントされている。
1. Let's go!スマイルプリキュア! [3:38]
歌：池田彩
作詞：六ツ見純代、作曲：高取ヒデアキ、編曲：籠島裕昌
2. 明日のみんなへ [3:13]
歌：池田彩＆吉田仁美
作詞・作曲・編曲：塚本けむ
3. ハッピー☆ソング [3:39]
歌：キュアハッピー／星空みゆき（CV：福圓美里）
4. オンリーワンダフル! [4:11]
歌：キュアサニー／日野あかね（CV：田野アサミ）
作詞：磯谷佳江、作曲・編曲：藤澤健至
5. 100%ヒーロー [4:18]
歌：キュアピース／黄瀬やよい（CV：金元寿子）
作詞：実ノ里、作曲・編曲：橋本由香利
6. いつも笑顔で [4:31]
歌：キュアマーチ／緑川なお（CV：井上麻里奈）
作詞：瀬名恵、作曲：高木洋&スワベック・コバレフスキ、編曲：高木洋
7. あなたの鏡 [4:56]
歌：キュアビューティ／青木れいか（CV：西村ちなみ）
作詞：実ノ里、作曲・編曲：岡部啓一（MONACA）
8. 最高のスマイル [5:28]
歌：キュアハッピー&キュアサニー&キュアピース&キュアマーチ&キュアビューティ
作詞：Funta3、作曲・編曲：Funta7
9. きらきら [3:47]
歌：キュアハッピー（CV：福圓美里）
作詞：実ノ里、作曲：小内喜文、編曲：大久保薫
10. One For All [3:43]
歌：キュアサニー（CV：田野アサミ）
作詞：青木久美子、作曲：山口朗彦、編曲：河合英嗣
11. ピースフルデイズ♪ [3:53]
歌：キュアピース（CV：金元寿子）
作詞・作曲・編曲：塚本けむ
12. SMILE FOREVER [3:43]
歌：キュアマーチ（CV：井上麻里奈）
作詞：青木久美子、作曲・編曲：山口朗彦
13. 明日へつづく道 [4:31]
歌：キュアビューティ（CV：西村ちなみ）
作詞：六ツ見純代、作曲・編曲：山口朗彦
14. スマイルクル!クル! [3:45]
歌：キャンディ（CV：大谷育江）
作詞：六ツ見純代、作曲・編曲：藤澤健至
初収録トラック。
15. イェイ!イェイ!イェイ! [3:51]
歌：吉田仁美
作詞：実ノ里、作曲：高取ヒデアキ、編曲：斎藤悠弥
16. 満開*スマイル! [3:39]
歌：吉田仁美
作詞：六ツ見純代、作曲：高取ヒデアキ、編曲：籠島裕昌

## オリジナル・サウンドトラック

### テレビシリーズ1
ABC・テレビ朝日系放送テレビアニメ『スマイルプリキュア!』のオリジナル・サウンドトラック第1弾。収録されている全26曲のBGMは高梨康治が制作を担当。また、主題歌の『Let's go!スマイルプリキュア!』と『イェイ!イェイ!イェイ!』両曲のテレビサイズ・バージョンと劇中BGMとして使用するアレンジバージョン、ボーナストラックを収録。初回限定封入特典としてジャケットサイズ・ステッカーが同梱された。ジャケットイラストには、5人のプリキュアがプリントされている。ブックレットには、高梨康治のインタビューを掲載。
1. プリキュア・スマイルチャージ! [2:01]
2. Let's go!スマイルプリキュア!（TV size） [1:27]
3. サブタイトル[0:11]
4. 今日もウルトラハッピー! [1:47]
5. メルヘンランドの妖精 [1:40]
6. 日日是好日 [1:43]
7. バッドエンドの使者 [1:41]
8. アカンベェ召喚 [2:04]
9. 輝け!スマイルプリキュア! [1:48]
10. Let's go!スマイルプリキュア! 〜Cure Metal Instrumental〜 [1:32]
11. 太陽さんさん! [1:17]
12. やさしさにピース [2:09]
13. まっすぐな心で [1:51]
14. 清く凛々しく美しく [1:53]
15. イェイ!イェイ!イェイ! 〜Cheerful Instrulmental〜 [2:16]
16. スマイルキャッチA [0:10]
17. スマイルキャッチB [0:10]
18. 妖しいたくらみ [1:39]
19. ジタバタ大騒動 [1:15]
20. まどろみの午後 [1:46]
21. 心を抱きしめて [1:48]
22. たおやかな時間 [1:36]
23. バッドエンド王国 [2:05]
24. 世界をおびやかすもの [2:02]
25. 立ち向かう勇気 [1:47]
26. プリキュア・スマイルチャージ! －Short Version－ [0:49]
27. 勇気のプリキュア [1:40]
28. プリキュア・レインボーヒーリング! [1:46]
29. めでたしめでたし [1:36]
30. イェイ!イェイ!イェイ!（TV size） [1:34]
31. Let's go!スマイルプリキュア!(オリジナル・カラオケ)<ボーナストラック> [3:38]
32. イェイ!イェイ!イェイ!（オリジナル・カラオケ）<ボーナストラック> [3:49]

### 映画サウンドトラック
『映画 スマイルプリキュア! 絵本の中はみんなチグハグ!』のオリジナル・サウンドトラック。収録されている全28曲のBGMは高梨康治が制作を担当。また、3曲主題歌の映画sizeを収録。初回限定封入特典としてジャケットサイズ・ステッカーが同梱された。
1. ニコとの出会い [1:45]
2. 世界の絵本大博覧会 [1:48]
3. Let's go! スマイルプリキュア! (映画size) [1:27]
4. 銀幕からの闖入者 [2:03]
5. プリキュア・スマイルチャージ! [2:02]
6. 金角・銀角対プリキュア [1:44]
7. ニコのテーマ [1:25]
8. ようこそ絵本の世界へ! [2:57]
9. 絵本の世界の冒険 [1:48]
10. みんなチグハグ大混乱 [1:44]
11. 平和を塗りつぶす影 [2:09]
12. 必死の逃走 [2:10]
13. 終わりのない物語 [1:18]
14. 大激戦 [1:38]
15. 破られた約束 [1:28]
16. みゆきとニコの絵本 [1:28]
17. 笑顔を取り戻したい [2:06]
18. 影はささやく [1:09]
19. 不屈の闘志 [1:49]
20. 笑顔の絆 [1:42]
21. ありがとう、ごめんなさい [1:15]
22. 魔王あらわる [1:04]
23. 魔王の檻と囚われた心 [2:51]
24. 立ち向かう勇気 [1:48]
25. プリキュア・ロイヤルレインボーバースト! [2:15]
26. 闇に覆われる世界 [1:21]
27. ウルトラキュアハッピー誕生 [2:40]
28. 笑顔の光に包まれて [1:43]
29. ここから始まる物語 [2:24]
30. きみという未来 (映画size) [2:08]
31. 満開*スマイル! (映画size) [1:30]

### テレビシリーズ2
『スマイルプリキュア!』のオリジナル・サウンドトラック第2弾。収録されている全32曲のBGMは高梨康治が制作を担当。また、エンディングテーマのオリジナル・カラオケと劇中BGMとして使用するアレンジバージョン、ボーナストラックを収録。初回限定封入特典としてジャケットサイズ・ステッカーが同梱された。ジャケットイラストには、5人プリキュアのプリンセスフォームがプリントされている。
1. プリキュア・レインボーバースト! [2:47]
2. 満開*スマイル! 〜Happy Instrumental〜 [1:38]
3. 皇帝ピエーロの胎動 [2:01]
4. ジョーカーの挑戦 [1:51]
5. 静かなる決意 [1:44]
6. いちばん大切なもの [1:54]
7. ひとすじの希望 [2:15]
8. 不屈の闘志 [1:49]
9. Let's go!スマイルプリキュア! 〜Grand Instrumental〜 [2:08]
10. 夢のメルヘンランド [1:30]
11. ミラクルジュエルの伝説 [1:27]
12. おとぎの国のワルツ [1:52]
13. 満開*スマイル! 〜Funny Instrumental〜 [1:34]
14. 直球勝負! [1:37]
15. ひとときのやすらぎ [1:52]
16. 見えないものたちの気配 [1:54]
17. Let's go!スマイルプリキュア! 〜Sorrow Instrumental〜 [2:27]
18. イェイ!イェイ!イェイ! 〜Sweet Instrumental〜 [1:57]
19. 夢をあきらめないで [1:37]
20. 笑う 笑えば 笑おう♪ 〜Delight Instrumental〜 [1:50]
21. 忍び寄る闇 [1:57]
22. 皇帝ピエーロ復活 [2:18]
23. パワーアップ・アカンベエ! [2:19]
24. 蹂躙される世界 [1:49]
25. 神秘のロイヤルクイーン [1:50]
26. 大いなる目覚め [1:54]
27. プリキュア・スマイルチャージ! -Alternate Version- [2:02]
28. Let's go!スマイルプリキュア! 〜Brave Instrumental〜 [1:28]
29. プリキュア・ロイヤルレインボーバースト! [2:16]
30. 笑顔のレインボー [2:23]
31. みんなで進む未来 [2:35]
32. 満開*スマイル! (TV size) [1:33]
33. みんな笑顔でウルトラハッピー! ＜ボーナストラック＞ [0:31]
34. 満開*スマイル! （オリジナル・カラオケ）＜ボーナストラック＞ [3:41]
35. 笑う 笑えば 笑おう♪ （オリジナル・カラオケ）＜ボーナストラック＞ [4:32]